# Queen: The Singles Collection Volume 4
The Singles Collection, Volume 4 è un cofanetto in edizione limitata della rock band britannica Queen, pubblicato il 18 ottobre del 2010. È l'ultimo tra i quattro cofanetti previsti. Contiene 13 singoli rimasterizzati dei Queen, successivi a quelli contenuti nella raccolta The Singles Collection Volume 3.

## Tracce
Disco 1The Miracle
1. The Miracle - 5:03
2. Stone Cold Crazy (live at Rainbow Theatre, london 1974) - 2:10

Disco 2Innuendo
1. Innuendo - 6:33
2. Bijou - 3:37

Disco 3I'm Going Slightly Mad
1. I'm Going Slightly Mad - 4:25
2. The Hitman - 4:57

Disco 4Headlong
1. Headlong (edit) - 4:35
2. All God's People - 4:22

Disco 5The Show Must Go On
1. The Show Must Go On - 4:32
2. Queen Talks - 1:44

Disco 6Bohemian Rhapsody (riedizione) / These Are the Days of Our Lives (doppio lato A)
1. Bohemian Rhapsody - 5:57
2. These Are the Days of Our Lives - 4:15

Disco 7Heaven for Everyone
1. Heaven for Everyone (single version) - 4:46
2. It's a Beautiful Day (single B-side version) - 3:58

Disco 8A Winter's Tale
1. A Winter's Tale - 3:54
2. Rock in Rio Blues - 4:35

Disco 9Too Much Love Will Kill You / I Was Born To Love You (doppio lato A)
1. Too Much Love Will Kill You - 4:22
2. I Was Born to Love You - 4:51

Disco 10Let Me Live
1. Let Me Live - 4:48
2. We Will Rock You (live at Wembley '86) - 2:57
3. We Are the Champions (live at Wembley '86) - 4:05

Disco 11You Don't Fool Me
1. You Don't Fool Me (single edit) - 3:56
2. You Don't Fool Me (album version) - 5:24

Disco 12No-One But You (Only The Good Die Young)
1. No-One but You (Only the Good Die Young) - 4:15
2. We Will Rock You (The Rick Rubin 'Ruined' remix) - 5:02
3. Gimme the Prize (instrumental remix for The Eye) - 4:02

Disco 13Under Pressure (riedizione)
1. Under Pressure (Rah Mix - radio edit) - 3:48
2. Under Pressure (Mike Spencer mix) - 3:55
3. Under Pressure (live at Knebworth Park '86) - 4:18